# اسیوویک
اسیوویک (به سوئدی: Sjövik) یک منطقهٔ مسکونی در سوئد است که در بخش لیروم واقع شده‌است. اسیوویک ۰٫۸۴ کیلومتر مربع مساحت و ۹۰۵ نفر جمعیت دارد.